# Нейропатичний біль
Нейропатичний біль — це вид болю, який, на відміну від звичайного болю, виникає не внаслідок реакції на фізичне пошкодження, а в результаті патологічного збудження нейронів у периферичній або центральній нервовій системі, що відповідають за реакцію на фізичне пошкодження організму (звичайний біль). Нейропатичний біль може бути асоційований з аномальними відчуттями (дизестезія) або болем, що викликається стимулами, які в нормі не викликають болю (аллодинія). Може бути постійним і / або епізодичним. Останній буває пронизливим або схожим на удари електричним струмом. Загальні якості включають печіння або холод, відчуття мурашок і голок, оніміння і свербіж. Причиною нейропатичного болю можуть бути патологічні процеси в периферичній і центральній нервовій системі. Таким чином, розрізняють периферичну нейропатію, нейропатичний біль центрального та змішаного генезу.
Нейропатичний біль вражає 7—8 % населення Європи, а в 5 % людей він може бути важким.

## Клінічні прояви
Нейропатичні болі, як правило, мають хронічний перебіг.
Для суб'єктивної характеристики НБ хворі використовують такі визначення, як пекучий, колючий, стріляючий, ріжучий. Для цих болів характерний комплекс специфічних сенсорних розладів, які можна розділити на дві групи. З одного боку, це позитивні спонтанні (спонтанний біль, дизестезії, парестезії) і викликані (аллодинія, гіпералгезія, гіперестезія, гіперпатія) симптоми, з другого — негативні (гіпестезія, гипалгезія) симптоми випадіння функції пошкоджених структур. Для НБ характерна комбінація позитивних і негативних симптомів, що змінюється в одного і того ж хворого протягом захворювання.
Дуже характерним для нейропатичного виду болю є феномен аллодинії – поява болю у відповідь на стимул, який у здорових людей її не викликає. У таких випадках хворі відчувають сильний біль при найменшому дотику, іноді навіть при подуві вітру.
Розрізняють температурну і механічну алодинії. Механічна поділяється на статичну, яка з'являється при тиску на фіксовану точку шкірного покриву, і динамічну, що виникає при рухомих стимулах (подразнення шкіри пензлем або пальцем).
При гіпералгезії чутливість до больового стимулу виявляється значно вище, ніж очікується в нормі. При гіперпатії суб'єктивна відповідь на больовий, так і на небольовий стимул є надмірною і часто зберігається протягом тривалого часу після припинення подразнення. Відчуття лоскотання, безболісного поколювання та інші подібні відчуття належать до парестезій; якщо ці відчуття заподіюють біль, їх називають дизестезіями. Типовий приклад НБ – феномен невралгії (тригемінальна, постгерпетична). Одним з характерних симптомів НБ є каузалгія – інтенсивний наполегливий пекучий біль, що нерідко носить ланцинуючий (рвучкий) характер, що поєднується з аллодинией і гиперпатией і часто супроводжується судинними і трофічними порушеннями. Поєднання пекучого болю з вираженими трофічними розладами, а також ефективність в частині випадків симпатичних блокад послужили приводом для припущення про участь у формуванні цього болю симпатичної нервової системи. Такий біль називають також симпатично підтримуваним болем.
Клінічними ознаками НБ є:
- відсутність причини для прямого роздратування ноцицепторів на периферії (травми, запалення, ішемії);
- персистуючий, тривалий характер болю;
- неефективність анальгетиків для купірування болю;
- локалізація болю в зоні сенсорного дефекту, відповідного ураженню будь-якого відділу нервової системи;
- наявність стимулозалежних больових феноменів - аллодинії, гипералгезії, гіперестезії, гіперпатії;
- поєднання з вегетативними розладами в області болю у вигляді зниження кровотоку, гіпер- або гіпогідрозу тощо;
- поєднання з моторними розладами;
- часте погіршення самопочуття ночами.
У скаргах пацієнтів патогномонічними дескрипторами болю вважаються такі визначення: пекучий, стріляючий, смикаючий, ріжучий або порівнянний з відчуттям проходження електричного струму.
Для НБ характерні коморбідні розлади, зокрема, порушення сну, розлади настрою у вигляді симптомів депресії і тривоги. Поширеність депресивних і тривожних розладів у пацієнтів з НБ значно вище, ніж у загальній популяції. У хворих з поєднанням хронічного болю і депресії якість життя гірше, а інтенсивність болю вище. Тривога також є частим коморбідним станом при НБ. Пацієнти з хронічним болем зазвичай відчувають тривогу як результат стресу від життя з болем. Біль може викликати зміни рівня тривоги, а підвищена тривога здатна посилити сприйняття болю. 

## Причини
Нейропатичний біль центрального генезу спостерігається при ушкодженнях спинного мозку, розсіяному склерозі, іноді при інсультах. Крім діабету, найчастішими причинами болів при периферичній нейропатії є герпесвірусна інфекція, ВІЛ-асоційована нейропатія, недостача деяких поживних речовин, дія токсинів, паранеопластичний синдром, розлади імунної системи, травми нервових стовбурів. Периферична полінейропатія - найчастіший симптом при хворобі Фабрі. Нейропатичний біль часто зустрічається при онкологічних захворюваннях; викликається прямим впливом пухлини на периферичні нерви (наприклад, шляхом стискання) або як побічний ефект хіміотерапії, променевої терапії або хірургічного втручання.

## Патогенез
Виділяють наступні периферичні механізми нейропатичного болю:
1. Пряма стимуляція чутливих нейронів (наприклад, невралгія трійчастого нерва, яка може бути викликана компресією нерва судинами в області мостомозжечкового кута).
2. Периферична сенситизація ноцицепторів медіаторами запалення і біологічно активними речовинами (субстанція Р, нейрокінін А, кальцитонін-ген-зв'язаний пептид), що призводить до зниження порогу збудження ноцицепторів і підвищенню рівня їх активності, що клінічно проявляється в гіпералгезії і аллодинії.
3. Аномальна ектопічна спонтанна активність пошкоджених нервів, джерелами якої є зони демієлінізації і регенерації нерва, що може бути причиною колючих, стріляючих, пекучих болів і парестезій. Розвивається в результаті нестабільності мембранного потенціалу за рахунок збільшення кількості і перерозподілу тетродотоксин-резистентних натрієвих каналів. Надмірною активністю первинних С-афферентів пояснюють спонтанний стимулонезалежний НБ.
4. Перехресне порушення сусідніх волокон за рахунок ефаптиченої передачі електричного імпульсу. У місці електричного контакту можуть взаємодіяти волокна різного діаметру, при цьому сигнал поширюється в обох напрямках. Вважають, що цей механізм лежить в основі стимулонезалежних симптомів болю і пояснює ненормальне сприйняття нешкідливої стимуляції при аллодинії і гіперпатії.
5. Підвищення активності адренорецепторів на мембранах аксонів, що робить їх чутливими до катехоламінів і норадреналіну, що виділяється з закінчень постганглійних симпатичних волокон. Цей механізм може пояснювати залежність нейрогенного болю від емоційного стресу і зміни загального стану організму.
6. «Спрутінг-процес», в результаті якого симпатичні волокна проростають в спинномозковий вузол і обплітають у вигляді кошиків тіла чутливих нейронів, створюючи таким чином можливість передачі симпатичного збудження на провідники соматичної чутливості.
До центральних механізмів нейропатичного болю відносять центральну сенситизацію, деафферентацію, дезингібіцію, активацію додаткових аферентних шляхів. Вважається, що в центральних відділах нервової системи в умовах НБ відбуваються нейропластичіні процеси, в результаті яких розвивається стан порушеного балансу між збудливими і інгібіторним процесами. Цей стан описується під загальною назвою «центральна сенситизація». Вона відбувається, коли нейрони задніх рогів отримують потужний «залп» імпульсів від ноцицепторів, і характеризується трьома основними ознаками: надмірною відповіддю центральних нейронів на надпорогові стимули, появою відповідей на підпорогову стимуляцію, розширенням площі гіпералгезії за межі іннервації пошкодженого нерва. При цьому в нейронах задніх рогів (ядрах спинномозкових нервів) можуть розвиватися наступні нейрофізіологічні феномени:
- тимчасова і просторова сумація збудження;
- наростаюча потенціація (феномен «роздування»), при якій нейрони стають більш чутливими до подальших імпульсів. Цей феномен опосередкований NMDA-рецепторами;
- відповідь нейронів на подразнення, що наносяться поза зоною їх іннервації;
- тривала потенциація;
- тривале центральне полегшення;
- стійка деполяризація;
- редукція порога збудження, коли неболеві стимули активують ноцицептори.
Підвищену спонтанну активність нейронів вважають основним механізмом стимуляції болю. Виникнення стимулозалежних феноменів (аллодинії, гіпералгезії) пов'язують з аномальною активацією нейронів задніх рогів A-волокнами за рахунок їх проростання в зовнішні пластини заднього рогу (спрутинг-процес), змін нейрохімічного складу і порушення центральних гальмівних впливів.
Всі описані вище зміни нейрональної активності характерні не тільки для клітин заднього рогу спинного мозку, але також і для супрасегментарних структур больової чутливості, включаючи кору головного мозку.
Деафферентація виникає при пошкодженні соматосенсорних шляхів, наприклад, нерва, і полягає в розгальмовуванні нейронів і посиленні передачі больових імпульсів до вищерозміщених структур ЦНС. Тобто нейрональна активність генерується не в пошкодженому нейроні, а в нейронах вищого порядку. Прикладами такого типу НБ є діабетична полінейропатія (ДПН) і постгерпетична невралгія.
Дезінгібіція являє собою дефіцит процесів, що інгібують передачу ноцицептивної інформації. Функціональна недостатність низхідних антиноцицептивних систем навколоводопровідної сірої речовини, ядер шва, дифузного ноцицептивного інгібуючого контролю (за рахунок опіатної, серотонінергічної, норадренергічної медіації) може визначати остаточні характеристики больового синдрому (інтенсивність, тривалість і т.д.).
Активація додаткових (або так званих замаскованих, інтактних у здорової людини) аферентних шляхів відбувається внаслідок «блокади» висхідного больового потоку (пошкодження соматосенсорної системи). Зазначений механізм має певною мірою компенсаторний характер, оскільки для нормальної роботи антиноцицептивних систем необхідне збереження потоку больової аферентації.